# Larmbåge

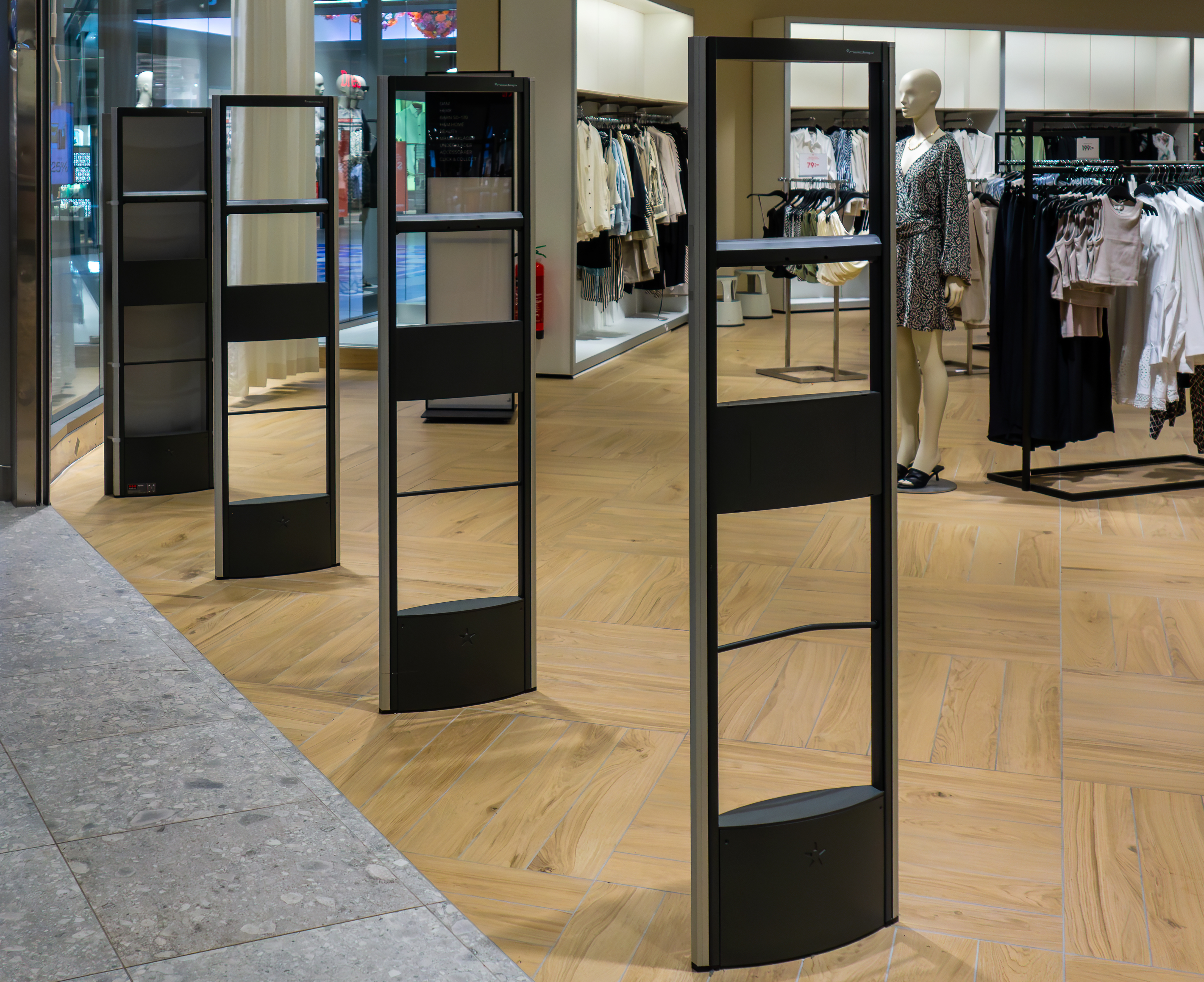
Larmbågar i en butik i Uddevalla.

Larmbåge är en del av en larmanordning och förekommer ofta i par eller fler. Larmbågar är vanliga vid butiksutgångar för att indikera stölder och larma.

## Teknik
Larmbågarna är utformade som piedestaler och kan variera något i utseende. Vissa är smala och diskreta för att smälta in i omgivningarna och en del är täckta med reklam.
I butiker skannas området mellan larmbågarna för att detektera larmbrickor på produkterna, vilka vid köp avlägsnas i butikskassan. Larmbågarna kan använda olika teknologier:
- RF-teknik: Vanligt i butiker som säljer kläder, på grund av dess flexibilitet och låga kostnad.
- Akustomagnetiska signaler (AM-teknik): Vanligt i butiker med exempelvis hemelektronik, byggvaror och kosmetika tack vare hög detektionsprecision.
- Elektromagnetiska system (EM-teknik): Speciellt lämpade för små och/eller metallförpackade produkter som kosmetika, läkemedel, verktyg samt artiklar i folie- eller metallförpackningar. EM-system klarar av att detektera föremål som RF och AM har svårare att skydda.

Bibliotek använder osynliga EM-baserade "tattle tape" som placeras mellan sidor i böcker för att skydda media och möjliggöra frekvent utlåning.
Inom dokumentsäkerhet används säkerhetspapper med inbäddade mikrofibertrådar som kan detekteras av EM-system och högkänsliga metalldetektorer för att förhindra informationsläckage och stöld av konfidentiella dokument.
När larmbågarna detekterar en larmbricka utlöses ett larm för att väcka uppmärksamhet.

## Magnetfält
Strålsäkerhetsmyndigheten i Sverige har uppmätt starka magnetfält kring larmbågar. Det finns inga hälsorisker kopplade till passering av larmbågar, men myndigheten avråder från att vistas mellan eller nära larmbågar under en längre tid. Det är därför angeläget att personal försäkrar sig om att framkomligheten är bra vid larmbågarna. 